# セネカ郡 (ニューヨーク州)
セネカ郡（英: Seneca County）は、アメリカ合衆国ニューヨーク州の西部に位置する郡である。2010年国勢調査での人口は35,251人であり、2000年の33,342人から5.7%増加した。郡庁所在地はウォータールー村（人口5,171人）、およびオービッド村（人口602人）の2つである。郡名はこの地域の一部を占領していたセネカ族インディアンから採られた。

## 歴史
セネカ郡となった地域は前史時代にイロコイ連邦に属するセネカ族とカユガ族インディアンが領土にしていた。1683年にニューヨーク植民地で郡が作られたとき、現在のセネカ郡地域はオールバニ郡に属していた。これは巨大な郡であり、ニューヨーク州北部とバーモント州の全てを含んでおり、さらに理論的には西の太平洋岸まで広がっていた。1766年7月3日に、カンバーランド郡を分離し、1770年3月16日にグロスター郡を分離したが、どちらも現在はバーモント州に含まれている。
1772年3月12日、オールバニ郡の残りが3つに分割され、1つはオールバニ郡の名前で残った。1つは西部に作られたトライアン郡だった。トライアン郡の東部境界は現在のスケネクタディ市の西約5マイル (8 km) にあり、アディロンダック山地の西側と、デラウェア川西支流より西の領域を含んでいた。トライオン郡に指定された地域には現在のニューヨーク州37郡が入っている。ニューヨーク植民地総督のウィリアム・トライアンに因んで名付けられた。
1776年に先立つ年に、トライアン郡のロイヤリストは大半がカナダに逃亡した。1779年、アメリカ独立戦争の大陸軍総司令官ジョージ・ワシントン将軍の命令で、イギリス軍とロイヤリストの側に付いたイロコイ族に対するサリバン遠征と呼ばれる焦土作戦を実行した。指揮官ジョン・サリバン将軍の部隊はセネカ湖東岸に沿ってあったカユガ族とセネカ族の集落を破壊していった。
アメリカ独立戦争を終わらせた条約締結に続いて、トライアン郡はモンゴメリー郡に改名された。これは独立戦争時の将軍リチャード・モントゴメリーに因む命名だった。モントゴメリーはカナダで数か所を占領した後、ケベック市攻略中に戦死した。憎まれたイギリスの総督に代わる命名だった。
1789年、モンゴメリー郡からオンタリオ郡が分離した。このときのオンタリオ郡は現在の領域よりもかなり広かった。現在のアリゲイニー郡、カタラウガス郡、シャトークア郡、エリー郡、ジェネシー郡、モンロー郡、ナイアガラ郡、オーリンズ郡、スチューベン郡、ワイオミング郡、イェーツ郡の全体と、スカイラー郡、ウェイン郡の一部が含まれていた。
1791年、モンゴメリー郡からハーキマー郡が、オチゴ郡やタイオガ郡と共に分離した。
1794年、ハーキマー郡を分割してオノンダガ郡が設立された。
1799年、オノンダガ郡を分割してカユガ郡が設立された。当時のカユガ郡には現在のセネカ郡とトンプキンス郡、さらにウェイン郡の一部が含まれていた。
1804年、セネカ郡がカユガ郡から分離して設立された。
1817年、セネカ郡の一部とカユガ郡の残りの一部を併せてトンプキンス郡が作られた。その領域に入っていたコバートとローダイの町は後の1819年にセネカ郡に返還された。
1823年、セネカ郡とオンタリオ郡の一部を併せ、ウェイン郡が設立された。

## 地理
アメリカ合衆国国勢調査局に拠れば、郡域全面積は391平方マイル (1,010 km2)であり、このうち陸地325平方マイル (840 km2)、水域は66平方マイル (170 km2)で水域率は16.80%である。
セネカ郡はニューヨーク州西部、フィンガーレイクス地域にあり、東はカユガ湖、西はセネカ湖に挟まれている。
フィンガーレイクス国立の森が郡南部にある。
ニューヨーク州スルーウェイとエリー運河が郡北部を横切っている。
元セネカ陸軍補給敞だった土地がカユガ湖とセネカ湖の間にある。郡内にあるウィラード薬物管理センターとファイブポインツ矯正施設はニューヨーク州立刑務所に属している。陸軍基地に隣接してサンプソン州立公園がある。

### 主要高規格道路
- 州間高速道路90号線（ニューヨーク州スルーウェイ）
- アメリカ国道20号線
- ニューヨーク州道5号線
- ニューヨーク州道89号線
- ニューヨーク州道96号線
- ニューヨーク州道96A号線
- ニューヨーク州道414号線

### 隣接する郡
- ウェイン郡 - 北
- カユガ郡 - 東
- トンプキンス郡 - 南東
- スカイラー郡 - 南
- イェーツ郡 - 南西
- オンタリオ郡 - 西

### 国立保護地域
- フィンガーレイクス国立の森（部分）
- モンテズマ国立野生生物保護区（部分）
- 女性の権利国立歴史公園

## 人口動態
以下は2010年国勢調査による人口統計データである。
| 基礎データ - 人口: 35,251人 - 世帯数: 13,393 世帯 - 家族数: 8,762 家族 - 人口密度: 40人/km2（103人/mi2） - 住居数: 14,794 軒 - 住居密度: 18軒/km2（46軒/mi2） 人種別人口構成 - 白人: 93.7% - アフリカン・アメリカン: 5.1% - ネイティブ・アメリカン: 0.8% - アジア人: 0.8% - 太平洋諸島系: 0.01% - その他の人種: 0.9% - 混血: 1.3% - ヒスパニック・ラテン系: 2.7% 先祖による構成 - イタリア系：18.9% - ドイツ系：16.7% - イギリス系：14.6% - アイルランド系：13.4% - アメリカ人：8.9% 言語による構成 - 英語：95.3% - スペイン語：1.6% | 年齢別人口構成 - 18歳未満: 24.8% - 18-24歳: 7.5% - 25-44歳: 28.8% - 45-64歳: 23.8% - 65歳以上: 15.1% - 年齢の中央値: 38歳 - 性比（女性100人あたり男性の人口） - 総人口: 100.1 - 18歳以上: 99.5 世帯と家族（対世帯数） - 18歳未満の子供がいる: 31.9% - 結婚・同居している夫婦: 53.6% - 未婚・離婚・死別女性が世帯主: 10.3% - 非家族世帯: 31.7% - 単身世帯: 25.3% - 65歳以上の老人1人暮らし: 11.6% - 平均構成人数 - 世帯: 2.51人 - 家族: 2.99人 収入と家計 - 収入の中央値 - 世帯: 37,140米ドル - 家族: 45,445米ドル - 性別 - 男性: 32,512米ドル - 女性: 24,320米ドル - 人口1人あたり収入: 17,630米ドル - 貧困線以下 - 対人口: 11.5% - 対家族数: 8.0% - 18歳未満: 14.8% - 65歳以上: 7.3% |

## 郡政府
セネカ郡は14人の監督官で構成される監督官理事会が統治している

## 町と村
- ウォータールー村 - 郡庁所在地
- セネカフォールズ町
- オービッド村
- コバート町
- ファイエット町
- インターラーケン村
- ジュニアス町
- ローダイ町
- ローダイ村
- オービッド町
- ロミュラス町
- タイア町
- バリック町
- ウォータールー町